# Ampisikina
Ampisikina is een plaats en commune in het noordoosten van Madagaskar, behorend tot het district Vohemar dat gelegen is in de regio Sava. Een volkstelling schatte in 2001 het inwonersaantal op ongeveer 4.000. De plaats biedt enkel lager onderwijs aan. 81,5% van de bevolking werkt als landbouwer, 3% houdt zich bezig met veeteelt en 3% verdient zijn brood als visser. De belangrijkste landbouwproducten zijn mais, rijst en maniok. Verder is 0,5% actief in de dienstensector en heeft 12% een baan in de industrie.